# 전주 서고사 나한상
전주 서고사 나한상은 대한민국 전북특별자치도 전주시 서고사에 있는 나한상이다. 2017년 11월 7일 전라북도의 유형문화재 제252호로 지정되었다.

## 참고 문헌
- 전주 서고사 나한상 - 국가유산청 국가유산포털